# 巴縣專區
巴縣專區，中国旧专区名，1949年置。
屬川東行署區，在今重慶市西部。轄璧山縣、江津縣、合川縣、江北縣、綦江縣、永川縣、榮昌縣、大足縣、銅梁縣、巴縣等縣。專員公署駐巴縣屏都鎮。1949年12月20日遷駐璧山縣，改名璧山專區。 